# الإرهاب في الكويت
الإرهاب والاستخدام المنهجي للإرهاب، وخصوصاً كوسيلة من وسائل الإكراه في المجتمع الدولي.
والإرهاب لا يوجد لديه أهداف متفق عليها عالمياً ولا ملزمة قانوناً، وتعريف القانون الجنائي له بالإضافة إلى تعريفات مشتركة للإرهاب تشير إلى تلك الأفعال العنيفة التي تهدف إلى خلق أجواء من الخوف، ويكون موجهاً ضد أتباع دينية وأخرى سياسية معينة، أو هدف أيديولوجي، وفيه استهداف متعمد أو تجاهل سلامة غير المدنيين. بعض التعاريف تشمل الآن أعمال العنف غير المشروعة والحرب. يتم عادة استخدام تكتيكات مماثلة من قبل المنظمات الإجرامية لفرض قوانينها.

## فترة 1971–79
- هجمات مطار روما 1973: هي هجمات نُفِّذَتْ من قبل المقاومة الفلسطينية وقعت في مطار ليوناردو دا فينشي - فيوميتشينو الدولي في فيوميتشينو، لاتسيو بإيطاليا، ادت هذه الهجمات إلى مقتل 34 شخص.[2] بعد أن اختطف المسلحون رحلة لوفتهانزا 303 وقتلوا شخصين آخرين، تم احتجاز المختطفين عند السلطات الأمنية بدولة الكويت.[3]

- الهجوم على السفارة اليابانية في الكويت 1974: حيث احتل مسلحون فلسطينيون السفارة اليابانية في مدينة الكويت، واعتقلوا السفير الياباني وعشرة آخرين كرهائن في النهاية تم الإفراج عن الرهائن ونقل المقاتلي والمسلحين الفلسطينيين الذين اختطفوا على متن عبارة سنغافورية إلى عدن.[4]
- 17 يونيو 1976: تفجير مبنى جريدة الأنباء. فتم تدمير مكاتب التحرير، وأصيب خمسة أشخاص من العاملين ومن بينهم رئيس التحرير ناصر عبد العزيز المرزوق.[5][6]

## فترة 1981–89
- تفجيرات الكويت 1983: وهي مجموعة من التفجيرات استهدفت منشآت اجنبية وكويتية وسفارات اجنبية، بقيادة حزب الدعوة الإسلامية العراقي.ونتج عنه على الأقل خمسة قتلى.[7]
- محاولة اغتيال أمير الكويت الشيخ جابر الأحمد الصباح 1985: وهي محاولة اغتيال فاشلة[8] عندما كان الشيخ جابر الأحمد الصباح في طريقه للذهاب إلى مكتبه في قصر السيف،[9] وكانت هذه المحاولة عن طريق سيارة مفخخة،[10] وقتل في تلك العملية اثنين من مرافقيه،[11]
- تفجيرات المقاهي الشعبية 1985: وهي مجموعة من التفجيرات استهدفت المقاهى الشعبية الوطنية والسالمية، ونتج عنه استشهاد 11 شخصا، وجرح 89 شخصا.[12]
- اختطاف الطائرات 1984-1988:
  - اختطاف الجابرية: هي حادثة اختطاف طائرة الخطوط الجوية الكويتية ذو الرحلة رقم 422 من قبل ميليشيات جماعة حزب الله،[13] والمتجهة إلى الكويت قادمة من مطار بانكوك في تايلند. قُتل جرًّاء الحادثة اثنان من ركاب الطائرة.
  - اختطاف كاظمة: هي حادثة اختطاف طائرة الخطوط الجوية الكويتية ذو الرحلة رقم 221 من قبل ميليشيات جماعة حزب الله،[14] والمتجهة إلى كراتشي مروراً بمدينة دبي. و أجبرت على الهبوط بمطار مهرآباد الدولي في العاصمة الإيرانية طهران.[15] قُتل جرًّاء الحادثة اثنان من ركاب الطائرة.[16]
  - اختطاف تي دبليو إيه الرحلة 847[17]

## فترة 1991–99
- عدة هجمات إرهابية مرتبطة بحرب الخليج الثانية ومحاولة اغتيال الممثل عبد الحسين عبد الرضا بسبب مسرحية معادية للعراق (مسرحية سيف العرب).[18][19]

## فترة 2000–09
- 8 أكتوبر 2002: هجوم جزيرة فيلكا، حيث هاجم مواطنان كويتيان على صلة بجهاديين في أفغانستان مجموعة من مشاة البحرية الأمريكية غير المسلحة أثناء إجراء تدريبات على جزيرة فيلكا، مما أسفر عن مقتل أحد أفراد المارينز قبل قتل المهاجمين.[20]
- 10 أكتوبر 2002: مسلحان على صلة بالقاعدة يطلقان النار على عربة هامفي أمريكية.[21]
- 21 نوفمبر 2002: أصيب متعاقدان أمريكيان من شركة تابستري أثناء قيادتهما لمركبة مدنية عندما فتح رقيب شرطة كويتي النار عليهم من مسافة قريبة.
- 31 يناير 2005: أحداث أسود الجزيرة، حيث تسللت الشرطة الكويتية إلى خلية إرهابية تابعة لأسود الجزيرة في مجمع سكني في السالمية وتمت مطاردة إلى منطقة القرين. و،فيها قُتل خمسة إرهابيين ومدني من المارة.[22][23][24]
- 11 أغسطس 2009: أفادت السلطات الكويتية بأنها اعتقلت ستة أفراد متهمين بالتخطيط لهجمات على  القوات الأمريكية في معسكر عريفجان. ويُزعم أن الرجال الستة ينتمون إلى جماعة إرهابية على صلة بالقاعدة.

## فترة 2010–19
- 26 يونيو 2015: تفجير مسجد الإمام الصادق 2015، هو تفجير انتحاري في حي الصوابر في الكويت من قبل داعش، وذلك أثناء أداء صلاة الجمعة.[25] نتج عن الحادثة مقتل ما لا يقل عن 27 شخصًا،[26]
- 13 أغسطس 2015: خلية العبدلي، هي خلية إرهابية تابعة لحزب الله اللبناني قامت بحيازة كميات كبيرة من الأسلحة والمتفجرات وتم كشفها في 13 أغسطس 2015.[27][28]
- 2017: لم يتم الإبلاغ عن أي حوادث إرهابية في الكويت في عام 2017، على الرغم من المحاولات المتعددة من قبل داعش.[29]

## فترة 2020–24
- 25 يناير 2024: تم القبض على خلية إرهابية تابعة لتنظيم داعش، وكانت تعتزم ارتكاب عمليات إرهابية في الحسينيات والمجمعات التجارية.[30]